# A State of Mind
A State of Mind – debiutancki album szwedzkiego zespołu E.M.D. Reedycja albumu wydana została 18 marca 2009 roku.

## Lista utworów
| Wersja oryginalna 1. „All For Love” (Radio Version) 2. „Run To You” 3. „Jennie Let Me Love You” (Radio Edit) 4. „One Call Away” 5. „We Can” 6. „Alone” 7. „For You” 8. „I Lied” 9. „Give Me Some Time” 10. „Look at You Now” 11. „She’s My California” 12. „You” | Reedycja 1. „Baby Goodbye” 2. „Youngblood” 3. „I'm No Romeo” 4. „All For Love” (Radio Version) 5. „Run To You” 6. „Jennie Let Me Love You” (Radio Edit) 7. „One Call Away” 8. „We Can” 9. „Alone” 10. „For You” 11. „I Lied” 12. „Give Me Some Time” 13. „Look at You Now” 14. „She’s My California” |